# Slamgeesh Range
Slamgeesh Range är ett berg i Kanada.   Det ligger i provinsen British Columbia, i den centrala delen av landet, 3 700 km väster om huvudstaden Ottawa. Toppen på Slamgeesh Range är 1 855 meter över havet, eller 80 meter över den omgivande terrängen. Bredden vid basen är 1,1 km.
Terrängen runt Slamgeesh Range är kuperad åt sydost, men åt nordväst är den bergig. Trakten runt Slamgeesh Range är nära nog obefolkad, med mindre än två invånare per kvadratkilometer.. Det finns inga samhällen i närheten.